# جون تشرتش
جون تشرتش هو سياسي أسترالي، ولد في 8 أبريل 1859 في براينتري ‏ في المملكة المتحدة، وتوفي في 7 أغسطس 1937 في West Perth, Western Australia ‏ في أستراليا. نشط حزبياً في Nationalist Party (Australia) ‏. وقد انتخب عضو الجمعية التشريعية لأستراليا الغربية ‏.